# Color Out of Space
Color Out of Space és una pel·lícula de ciència-ficció i terror Lovecraftià estatunidenca del 2019 dirigida i coescrita per Richard Stanley, basat en la història "The Colour Out of Space" de H. P. Lovecraft. És protagonitzada per Nicolas Cage, Joely Richardson, Elliot Knight, Madeleine Arthur, Brendan Meyer, Q'orianka Kilcher i Tommy Chong. Aquest és el primer llargmetratge de Stanley des del seu acomiadament de L'illa del Dr. Moreau (1996). Segons Stanley, és la primera pel·lícula d'una trilogia d'adaptacions de Lovecraft, que espera continuar amb una adaptació de "L’horror de Dunwich". Està subtitulada en català.

## Argument
Arran de la mastectomia de la seva dona Theresa, Nathan Gardner trasllada la seva família, inclosos els fills Lavinia, Benny i Jack, a la granja del seu difunt pare. Una nit, un meteorit de colors brillants s'estavella al pati davanter prop del pou. L'endemà al matí, l'hidròleg Ward Phillips, que està inspeccionant la zona per a un desenvolupament de la presa d'aigua, juntament amb l'alcalde i el xèrif de la ciutat propera d'Arkham, arriba per veure el meteor. Més tard, Nathan i Lavinia són testimonis d'estranys fenòmens al voltant del meteor, fins que de sobte desapareix.
Ward s'adona que l'aigua subterrània ha agafat una brillantor oliosa i la prova. Quan les seves tires de prova comencen a brillar amb el color del meteor, aconsella als Gardner que no en beguin. La família es contamina ràpidament: Jack es fixa en el pou de la propietat, observa estranys creixements de plantes i insectes, a més de dir que es comunica amb un "amic" dins del pou. Quan la Theresa està preparant el sopar, es tallar dos dits. Nathan la porta a l'hospital i Benny surt a l'exterior per tornar a posar les alpaques de la granja als seus estables, però no torna fins ben entrada la nit, afirmant que el temps havia passat a l'instant per a ell. Mentrestant, Lavinia intenta repetidament contactar amb Nathan, però no poden escoltar-se pel telèfon. Quan els pares tornen, Nathan s'enfronta a Benny i Lavinia amb una ràbia inusual. Altres tensions, incloent tots els cultius que es dessequen, posen la família en crisi.
Més tard, Lavinia intenta realitzar un ritual utilitzant una còpia del Necronomicon i oferint la seva sang per salvar la seva família, mutilant-se en el procés. De sobte, la Theresa sent cridar en Jack i en Benny després d'entrar als estables d'alpaca i es precipita a ajudar-los, mentre el "Color" comença a aparèixer fora. Un raig del Color colpeja i fusiona Theresa i Jack en una massa horrible. En trobar tots els seus aparells electrònics morts, la família queda encallada i Nathan i els nens porten a Jack i Theresa a l'àtic per protegir-los de la llum solar, que els perjudica. Benny revela que les alpaques van ser mutades i fusionades de manera similar pel Color i Nathan les sacrifica amb una escopeta. Començant a perdre el seny, Nathan també intenta eutanasiar a Theresa i Jack, però és incapaç de fer-ho.
Lavinia i Benny intenten sortir de la granja a cavall, però el cavall fuig. Aleshores, Benny insisteix que escolta el gos de la família dins del pou, però en pujar-hi, és assimilat pel Color. En Nathan, ara totalment molest pel Color, tanca Lavinia a l'àtic amb Theresa i Jack, que s'han tornat monstruosos, atacant-la. Ward i el xèrif tornen a la granja després que un resident proper descobreixi una massa d'animals fusionats, i arriben just a temps per entrar a l'àtic per salvar Lavinia. Nathan dispara i mata el monstre, ja no els veu com la seva família.
Ward porta a Lavinia a fora mentre el Color surt del pou, i Nathan intenta disparar-li. El xèrif creu erròniament que Nathan està atacant en Ward i li dispara. Lavinia insisteix a quedar-se amb el moribund Nathan, així que Ward i el xèrif marxen per rescatar el veí Ezra. A la cabana d'Ezra, la parella troba el cadàver dessecat d'Ezra i la veu d'Ezra procedent d'una gravadora d'àudio, afirmant que el Color està intentant refer el seu entorn en alguna cosa familiar. Ward i el xèrif fugen d'una explosió del Color, però un arbre mutat atrapa i mata el xèrif fora de la cabana.
Ward torna per rescatar Lavinia, però la troba plenament posseïda pel Color, que explota del pou i forma un embut cap al cel. A Ward se li mostra una visió d'on prové el Color, un exoplaneta psicodèlic habitat per  entitats alienígenes amb tentacles, abans que Lavinia es desintegri. Quan l'espai i el temps comencen a desfer-se, Ward entra a la casa i és perseguit per una aparició assassina de Nathan. S'amaga al celler mentre la distorsió de la realitat del Color destrueix la propietat, deixant en Ward l'únic supervivent mentre s'enfila de les restes de la terra de conreu, ara un "bruc destruït" cendrós incolor.
En un epíleg, un Ward més antic es troba a la part superior de la presa acabada mentre un embassament cobreix l'antiga propietat. Diu que poca gent recorda l'incident, però després d'haver estat testimoni dels efectes del Color, no beurà mai l'aigua. Conclou que el Color era un missatger de regnes més enllà de la comprensió humana. Quan se'n va, passa volant un insecte mutat pel Color.

## Repartiment
- Nicolas Cage com a Nathan Gardner, camperol, pare de la família Gardner.
- Joely Richardson com a Theresa Gardner, empresària i mare de la família Gardner.
- Madeleine Arthur com a Lavinia Gardner, la filla adolescent i Wiccan.
- Brendan Meyer com a Benny Gardner, el fill adolescent.
- Julian Hilliard com a Jack Gardner, el fill petit.
- Elliot Knight com a Ward Phillips, hidròleg i agrimensor d'una empresa de desenvolupament de preses.
- Tommy Chong com a Ezra, un "okupa" hippie que viu a la terra dels Gardner.
- Josh C. Waller com el xèrif Pierce, cap de policia de la ciutat propera d'Arkham.
- Q'orianka Kilcher com a alcalde Tooma, l'alcalde de la ciutat propera d'Arkham.

## Producció
La mare de Richard Stanley, Penny Miller, era fan de H. P. Lovecraft. Va llegir les obres de Lovecraft a Stanley quan era jove. Als 12 o 13 anys, va llegir "The Colour Out of Space", que "sempre ha format part de [l seu] maquillatge psicològic". Quan la seva mare va patir càncer, Stanley va llegir-li les obres de Lovecraft en els seus anys de decadència.
Stanley va anunciar inicialment el projecte el 2013, mostrant un tràiler de prova de concepte en línia. Al setembre 2015, es va anunciar que Spectrevision produiria la pel·lícula amb una data d'inici prevista per a principis de 2016.
Després de molts retards, el desembre de 2018 es va anunciar que Nicolas Cage havia signat per interpretar el paper principal i que el rodatge començaria a principis de 2019 amb els coproductors SpectreVision i ACE Pictures. El gener de 2019, la producció va anunciar membres addicionals del repartiment, com ara Joely Richardson, Tommy Chong, Elliot Knight, Julian Hilliard i Q'Orianka Kilcher. El rodatge va tenir lloc al Parc Natural de Sintra-Cascais, Portugal el febrer de 2019.

## Banda sonora
La banda sonora va ser composta per Colin Stetson. Waxwork Records va llançar la banda sonora en un sol LP el 2020 en col·laboració amb Milan Records.

## Estrena
Color Out of Space es va estrenar el 7 de setembre de 2019 a la secció Midnight Madness del Festival Internacional de Cinema de Toronto de 2019. El 6 de setembre de 2019, es va anunciar que RLJE Films va adquirir els drets dels EUA en un acord per dessota de les set xifres. "Color Out of Space" va ser finançat per Ace Pictures i XYZ Films va gestionar les vendes internacionals de la pel·lícula.
Després de les projeccions preliminars seleccionades el 22 de gener, la pel·lícula es va estrenar a 81 sales dels Estats Units el 24 de gener de 2020. Amb visualitzacions prèvies i la taquilla del primer cap de setmana, la pel·lícula va recaptar 358.154 dòlars durant els quatre dies.

## Recepció

### Resposta crítica
A l'agregador de ressenyes Rotten Tomatoes, Color Out of Space té una puntuació d'aprovació de 86 % basada en 210 ressenyes i una puntuació mitjana de 6,80/10. El consens dels crítics del lloc diu: "Una benvinguda per la tornada del director Richard Stanley, Color Out of Space barreja polpa de pel·lícula B acida amb un horror Lovecraftià visualment seductor i una mica del gonzo Nicolas Cage." A Metacritic, la pel·lícula té una puntuació mitjana ponderada de 70 sobre 100, basada en 28 crítics, que indica "crítiques generalment favorables".
Chris Bumbray de Arrow in the Head va valorar la pel·lícula amb una puntuació de 7/10, elogiant les actuacions, l'estil visual i els efectes de la pel·lícula alhora que va assenyalar la durada de la pel·lícula. Bumbray va resumir la seva ressenya escrivint: "Tot i que potser és una mica lenta i artística per als fanàtics del terror incondicional, Color Out of Space segueix sent un retorn útil per a Richard Stanley, que no ha perdut el ritme." Mary Beth McAndrews de Daily Grindhouse va donar a la pel·lícula una crítica positiva, escrivint: "La pel·lícula [de Richard Stanley] captura amb èxit la bogeria de l'obra de Lovecraft i és una interpretació moderna enlluernadora. […] Lovecraft és notòriament difícil d'adaptar, però Stanley camina per la fina línia entre el terror i el temor existencial per crear una adaptació reeixida".
Deborah Young de The Hollywood Reporter va oferir a la pel·lícula elogis similars, escrivint: "Aconseguint els punts principals de la trama amb SFX ben dissenyats i una fotografia nocturna impressionant, la pel·lícula de Stanley aconsegueix ser aterridora, fins i tot amb una estrella semi-farsejada de Nicolas Cage afegint algunes rialles de nou." Jonathan Barkan de Dread Central va premiar la pel·lícula amb tres estrelles i mitja de cinc, elogiant l'estil visual, els efectes especials i la banda sonora de la pel·lícula, alhora que criticava el primer i tercer acte de la pel·lícula. Tanmateix, Barkan va resumir la seva ressenya afirmant: "Magnífic, vibrant i terrorífic, Color Out of Space està ple de criatures lovecraftianes i infeccions còsmiques a munt. No és perfecte, però és un viatge salvatge."
Dennis Harvey de Variety va donar a la pel·lícula una crítica majoritàriament positiva, assenyalant el to desigual de la pel·lícula i l'actuació "arbitràriament estranya" de Cage, alhora que elogiava les imatges, la cinematografia i la direcció d'un altre món de la pel·lícula. Katie Goh de The Skinny va donar a la pel·lícula una puntuació de tres sobre cinc estrelles, afirmant que: "Colour Out of Space està millor quan Stanley aposta per aquesta subtil i intel·ligent realització de pel·lícules, gestant l'horror en lloc d'empènyer-nos-lo a la cara".
Howard Gorman de NME va elogiar el benvingut retorn de Stanley, subratllant la "història moral intensa, imprevisible i esgarrifosa" i Cage va donar el seu gir "més matisat" en l'última dècada.

### Reconeixements
| Premi                                       | Data                   | Categoria                                             | Receptor(s)                     | Resultat  | Ref.   |
| ------------------------------------------- | ---------------------- | ----------------------------------------------------- | ------------------------------- | --------- | ------ |
| Festival Internacional de Cinema de Toronto | 7 de setembre de 2019  | Premi a la Iniciativa Spotlight de Creative Coalition | Nicolas Cage                    | Guanyador | [ 30 ] |
| Fantastic Fest                              | 24 de setembre de 2019 | Millor pel·lícula de terror                           | Richard Stanley                 | Guanyador | [ 31 ] |
| H. P. Lovecraft Film Festival               | 6 d'octubre de 2019    | Millor pel·lícula, elecció del públic                 | Richard Stanley                 | Guanyador | [ 32 ] |
| Premi Bram Stoker                           | Maig 2021              | Assoliment superior en un guió                        | Scarlett Amaris Richard Stanley | Nominat   | [ 33 ] |